# Milzinfarkt
Unter einem (anämischen) Milzinfarkt versteht man den Untergang von Milzgewebe aufgrund eines Verschlusses der Arteria splenica oder ihrer Äste.

## Krankheitsbild
Der seltene akute, vollständige Verschluss der Arteria splenica führt zum klinischen Bild des akuten Abdomens mit Beschwerden im linken Oberbauch. Die farbkodierte Duplex-Sonographie kann hier zur präoperativen Diagnose führen (Durchblutung der Milzarterie unterbrochen). Bei kleinerem Infarkt findet sich ein echoarmes Areal unterhalb der Milzkapsel. In der Computertomografie ist der Milzinfarkt hypodens.
Differentialdiagnostisch muss bei einem akuten Abdomen mit Beschwerden überwiegend im linken Oberbauch auch an einen Milzabszess gedacht werden.
Intraoperativ findet sich die Milz grauschwarz verfärbt, schlaff und meist schon nekrotisch. Kommt in diesem Stadium noch eine bakterielle Infektion hinzu, kann sich eine akute Oberbauch-Peritonitis mit den entsprechenden septischen Komplikationen entwickeln. Der unvollständige Verschluss der Milzarterie bleibt oft symptomlos oder führt zu uncharakteristischen Oberbauchbeschwerden.

## Pathogenese
Der embolische akute Verschluss aufgrund einer absoluten Arrhythmie oder einer Endokarditis ist extrem selten. Häufiger sind Verschlüsse der Gefäße durch Tumorzellen, zum Beispiel bei myeloischer Leukämie. Ein Verschluss der Arteria splenica, häufiger noch eine Milzvenenthrombose können im Verlauf einer akuten, nekrotisierenden Pankreatitis auftreten und fallen im Rahmen dieses hochakuten Krankheitsbildes oft nicht weiter auf. Die Thrombose führt zu einem hämorrhagischen Milzinfarkt.

## Therapie
Der partielle (teilweise) Milzinfarkt kann ohne Behandlung unter Zurücklassung einer entsprechenden Narbe ausheilen. Für den vollständigen Infarkt ist die Splenektomie (Entfernung der Milz) die einzig mögliche Therapie.